# Bené
Bené, pseudonimo di Bené Rangel de Souza (Campos dos Goytacazes, 22 agosto 1932), è un ex calciatore brasiliano, di ruolo centrocampista.

## Carriera

### Nazionale
Venne convocato dalla Nazionale brasiliana che partecipò ai Giochi olimpici di Helsinki, nel corso dei quali, tuttavia, non disputò neanche una partita.